# Paula Hans

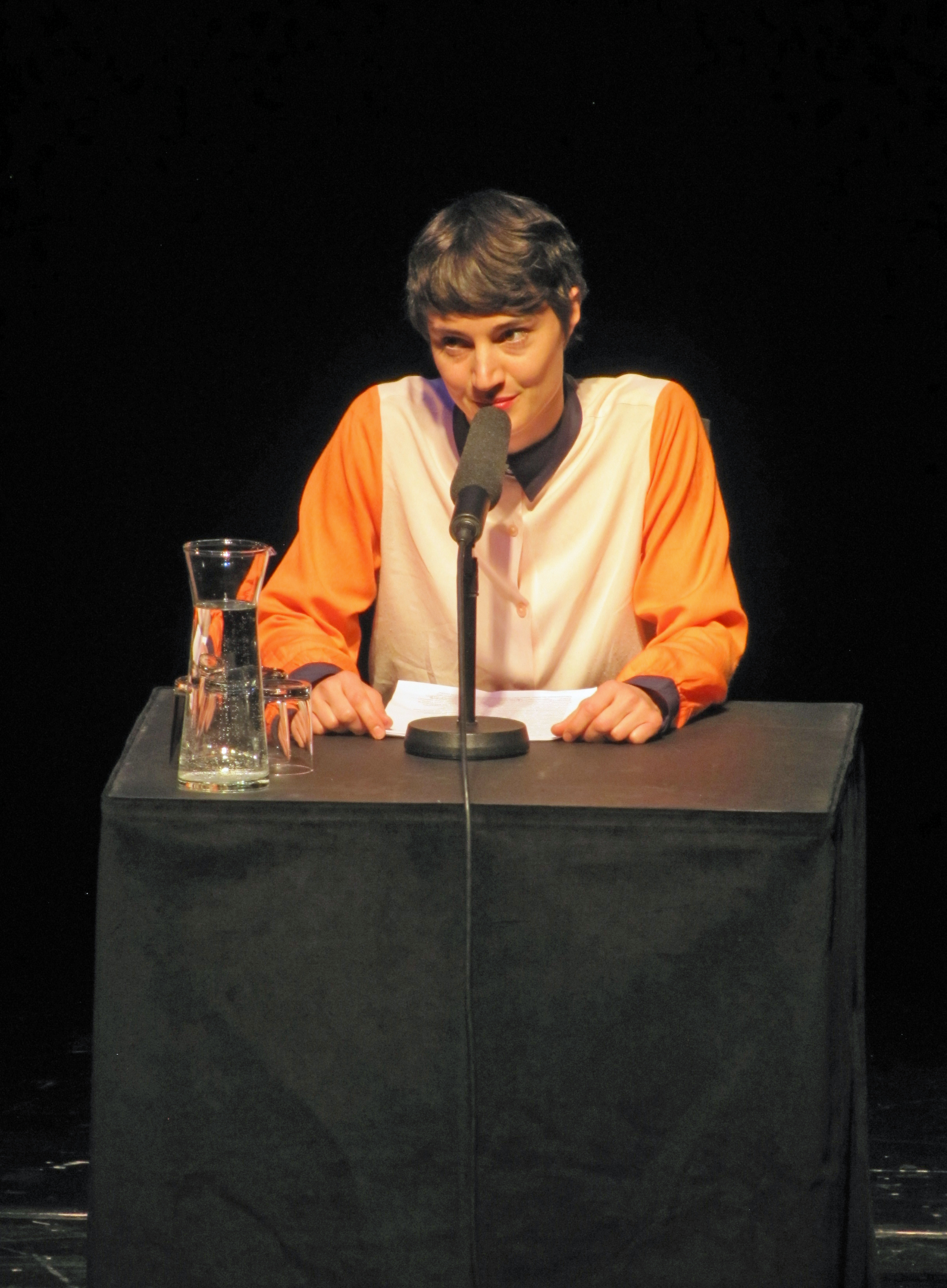
Paula Hans, 2017

Paula Hans (* 28. November 1986 in Dresden) ist eine deutsche Schauspielerin und Hörspielsprecherin.

## Leben
Paula Hans ist die Tochter eines Berufsmusikers und einer Kunstlehrerin. Bereits in jungen Jahren trat sie als Akrobatin in einem Kinderzirkus auf. Von 2006 bis 2010 absolvierte Hans die Hochschule für Musik und Theater „Felix Mendelssohn Bartholdy“ Leipzig und ging nach dem Abschluss an das Deutsche Theater in Göttingen. Hier blieb sie bis 2013, zwischendurch gab es Abstecher an das Schauspiel Leipzig und das Deutsche Schauspielhaus in Hamburg. Seit der Spielzeit 2013/14 bis 2017 gehörte Hans dem Ensemble des Schauspiels Frankfurt an. In der Spielzeit 2018/19 gastiert sie am Schauspiel Frankfurt in „Das siebte Kreuz“ und 2019/20 in „Peer Gynt“.
Unter Regisseuren wie Volker Hesse, Felix Rothenhäusler, René Pollesch, Jorinde Dröse und Sebastian Hartmann spielte Hans unter anderem die Viola in William Shakespeares Was ihr wollt, Frida Foldal in John Gabriel Borkman von Henrik Ibsen, die Lucile in Dantons Tod von Georg Büchner, Eve in Heinrich von Kleists Lustspiel vom Zerbrochnen Krug oder die Anja in der Komödie Der Kirschgarten von Anton Tschechow.
Bereits vor und während ihrer schauspielerischen Ausbildung wirkte Paula Hans vor der Kamera und ist seitdem immer wieder auf dem Bildschirm zu sehen. Als Jugendliche arbeitete sie darüber hinaus für kurze Zeit als Synchronsprecherin, unter anderem für Signe Lerche in dem Film Olsenbande Junior.

## Filmografie (Auswahl)
- 2003: In aller Freundschaft (2 Folgen)
- 2008: SOKO Leipzig – Der Komplize
- 2008: SOKO Wismar – Bibelstunde
- 2008: Notruf Hafenkante – Wo ist Luisa?
- 2009: Polizeiruf 110 – Alles Lüge
- 2010: SOKO Leipzig – Luftnummer
- 2013: König von Deutschland
- 2013: Harder und die Göre
- 2016: SOKO Stuttgart – Sein letzter Pfiff
- 2017: In aller Freundschaft – Die jungen Ärzte – Beruflich und privat
- 2017: Tatort – Fürchte dich
- 2018: Die Hälfte der Welt gehört uns – Als Frauen das Wahlrecht erkämpften
- 2019: Der Staatsanwalt – Ein zweites Leben
- 2021: Lieber Thomas
- 2022: Theresa Wolff – Waidwund (Fernsehfilmreihe)
- 2025: SOKO Köln  – 2 Zimmer, Küche, Bad

## Hörspiele
- 2014: Chapters – Autorin: Bettina Erasmy – Regie: Silke Hildebrandt
- 2015: Was das Nashorn sah, als es auf die andere Seite des Zauns schaute – Autor: Jens Raschke – Regie: Götz Fritsch
- 2016: STYLITES – 37 Jahre/18 Meter – Autor: Heiko Daniels – Regie: Alexander Schuhmacher
- 2016: Superflashboy – Autor: Salah Naoura – Regie: Robert Schoen